# Cultura de Abáshevo
La cultura de Abáshevo es una cultura tardía de la Edad del Bronce (ca. 2500-1900 a. C.) hallada en los valles de los ríos Volga y Kama, al norte de la curva de Samara, y en las estribaciones meridionales de los montes Urales. Recibe este nombre por el pueblo de Abáshevo en la república de Chuvasia. Los hallazgos son kurganes y restos de asentamientos.
La economía era agrícola mixta. Se explotaba también el ganado. Hay evidencias de caballos domesticados y carros, que por su equipamiento han sido comparados con los de la cultura micena más temprana.
Sigue la tradición de la cultura yamna en cuanto a las prácticas inhumatorias en túmulos. Las ofrendas suntuarias son escasas, poco más que uno o dos recipientes.
Hay evidencias de fundición de cobre, lo que parece que relacione a la cultura con la extracción minera de cobre en los Urales meridionales.
Lingüísticamente, es presumiblemente indoirania. Hubo contacto con hablantes de lenguas urálicas, y es un lugar adecuado para que se dieran préstamos lingüísticos entre ambas.
Ocupaba parte de la anterior cultura de Fatianovo-Balanovo, la variante oriental de la cultura de la cerámica encordelada temprana, aunque cualquier relación entre ambas culturas permanece desconocida.
Su sucesora es la cultura de Srubna.